# Tachina flexa
Tachina flexa là một loài ruồi trong họ Tachinidae.